# Руис, Алексис
Алексис Руис (англ. Alexis Ruiz; род. 30 июля 1999) — американская лучница, победительница финала Кубка мира, серебряный призёр чемпионата мира и двукратная чемпионка мира среди юниоров. Специализируется в стрельбе из блочного лука.

## Карьера
Алексис Руис родилась 30 июля 1999 года.
В 2017 году Алексис Руис завоевала золото в личных соревнованиях на юниорском чемпионате мира в Росарио, выиграв предварительный раунд и победив на пути к титулу Андреа Орелью, Софью Фадееву, Мринал Анил Хиврале, Сару Рет и Сару Мун. Она также завоевала серебро в смешанном парном турнире и бронзу в составе женской команды.
На чемпионате мира 2019 года в Хертогенбосе стала серебряным призёром в составе сборной США в командных соревнованиях. Алексис Руис, Пейдж Пирс и Кэссиди Кокс уступили лучницам из Китайского Тайбэя в финальном поединке со счётом 224:229. В индивидуальных соревнованиях в блочном луке заняла 33-е место, проиграв уже во втором раунде.
В 2019 году дебютировала на Кубке мира и на всех четырёх этапах сумела завоевать медаль. В индивидуальных турнирах она завоевала бронзу на этапах в Медельине и Шанхае, серебро в Анталье и золото в Берлине. Этот успех позволил молодой американке возглавить мировой рейтинг. Перед финалом Кубка мира Алексис Руис приняла участие на втором для себя юниорском чемпионате мира в Мадриде, где выиграла ещё одно золото в командном турнире.
В Москве в финале Кубка мира Руис выбыла уже на стадии четвертьфиналов, уступив россиянке Наталье Авдеевой со счётом 140:142, но затем в смешанной паре с Брейданом Геллентьеном завоевала титул. Американцы оказались сильнее россиян Елизаветы Князевой и Павла Крылова (157:155).
Руис занимает первое место в рейтинге стрелков из блочного лука на 31 декабря 2019 года.